# Palazzo Le Monnier
Il palazzo Le Monnier, già Pucci si trova in via San Gallo 33-35, a Firenze. Vi era ospitata la storica "Libreria Le Monnier".

## Storia e descrizione

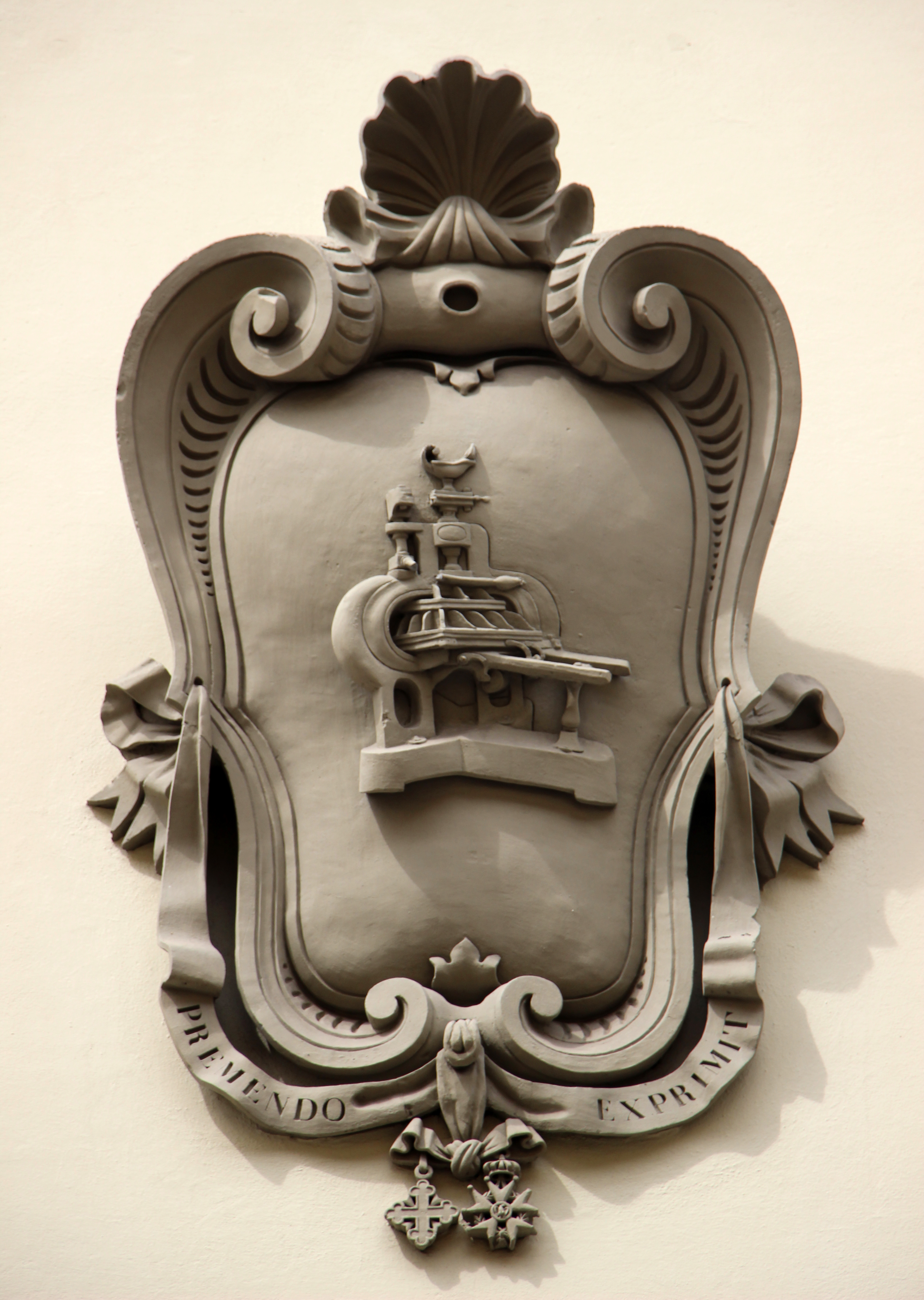
Lo stemma Le Monnier

Il palazzo risulta costruito nel 1775 sul luogo dove si trovava, dal 1506, un edificio della Compagnia della Purificazione, dal 1686 ostello per i pellegrini noto con il nome di ospizio di Gesù, Maria e Giuseppe detto del Melani, dal nome del castrato fiorentino Domenico Melani che ne aveva finanziato l'istituzione come "ringraziamento" a Dio per il dono della sua prodigiosa voce, affidando i lavori all'architetto Carlo Marcellini. L'ospizio, che aveva trentadue posti letto e accoglieva solo pellegrini stranieri (l'unico altro con tale funzione era San Tommaso in via della Pergola), ebbe tuttavia vita breve. Sottoposto al capitani del Bigallo nel 1752, subì una perdita di funzioni quando nel 1765 fu proibito il passaggio dei pellegrini romei nel Granducato. Dopo aver ospitato allora i poveri, nel 1773 i Capitani ne ottennero la soppressione, preferendo potenziare altre strutture coi ricavi della vendita dell'immobile.
Ridotto a civile abitazione, lo stabile, negli anni di Federico Fantozzi, era proprietà dei Pucci, che lo vendettero poi ai Modigliani-Rossi. Nel 1861 venne acquistato da Felice Le Monnier, tipografo editore francese, che ne fece la sede della sua casa editrice eleggendo Firenze a sua seconda patria. A questo periodo risale una generale riconfigurazione della facciata in chiave neoclassica, soprattutto per quanto riguarda il primo piano, contrassegnato da un finto bugnato. Al portale centrale si affiancano tre assi su ciascun lato: quelle di sinistra ha ospitato per circa ottant'anni la Libreria Le Monnier, aperta nel 1926 e chiusa nell'aprile del 2007; quelle di sinistra ospitavano altri ambienti e un piccolo teatro, refettorio dei pellegrini all'epoca del Melani, con la volta affrescata (oggi occupato da un ristorante).
Sono riproduzioni degli originali degli anni venti le lunette in vetro dipinto della ditta Polloni che ancora oggi fanno mostra di sé sopra quelle che furono le vetrine della libreira. Sono passati da questa libreria grandi nomi della cultura italiana, quali Giulio Einaudi, Sandro Pertini, Giovanni Spadolini, Leone Ginzburg, Francesco Lamanna, Giacomo Devoto, Giuseppe De Robertis, Enzo Biagi, eccetera. La libreria e la casa editrice confluirono poi nel gruppo Arnoldo Mondadori Editore.
Una targa con un ritratto di tre quarti scolpito a bassorilievo ricorda Felice Le Monnier e la sua opera a favore delle idee del Risorgimento italiano, mentre il suo stemma (una macchina da stampa) campeggia sul balcone al primo piano.
| \| \| FELICE LE MONNIER FRANCESE AMÒ L'ITALIA COME SUA SECONDA PATRIA E MAESTRO DELL'ARTE TIPOGRAFICA BENEMERITAVA DELLA LETTERATURA NAZIONALE EDITORE ANIMOSO E SAPIENTE IN SERVIGIO DEL RISORGIMENTO ITALIANO MCMIX XXV DALLA MORTE \| | |
| | FELICE LE MONNIER FRANCESE AMÒ L'ITALIA COME SUA SECONDA PATRIA E MAESTRO DELL'ARTE TIPOGRAFICA BENEMERITAVA DELLA LETTERATURA NAZIONALE EDITORE ANIMOSO E SAPIENTE IN SERVIGIO DEL RISORGIMENTO ITALIANO MCMIX XXV DALLA MORTE |

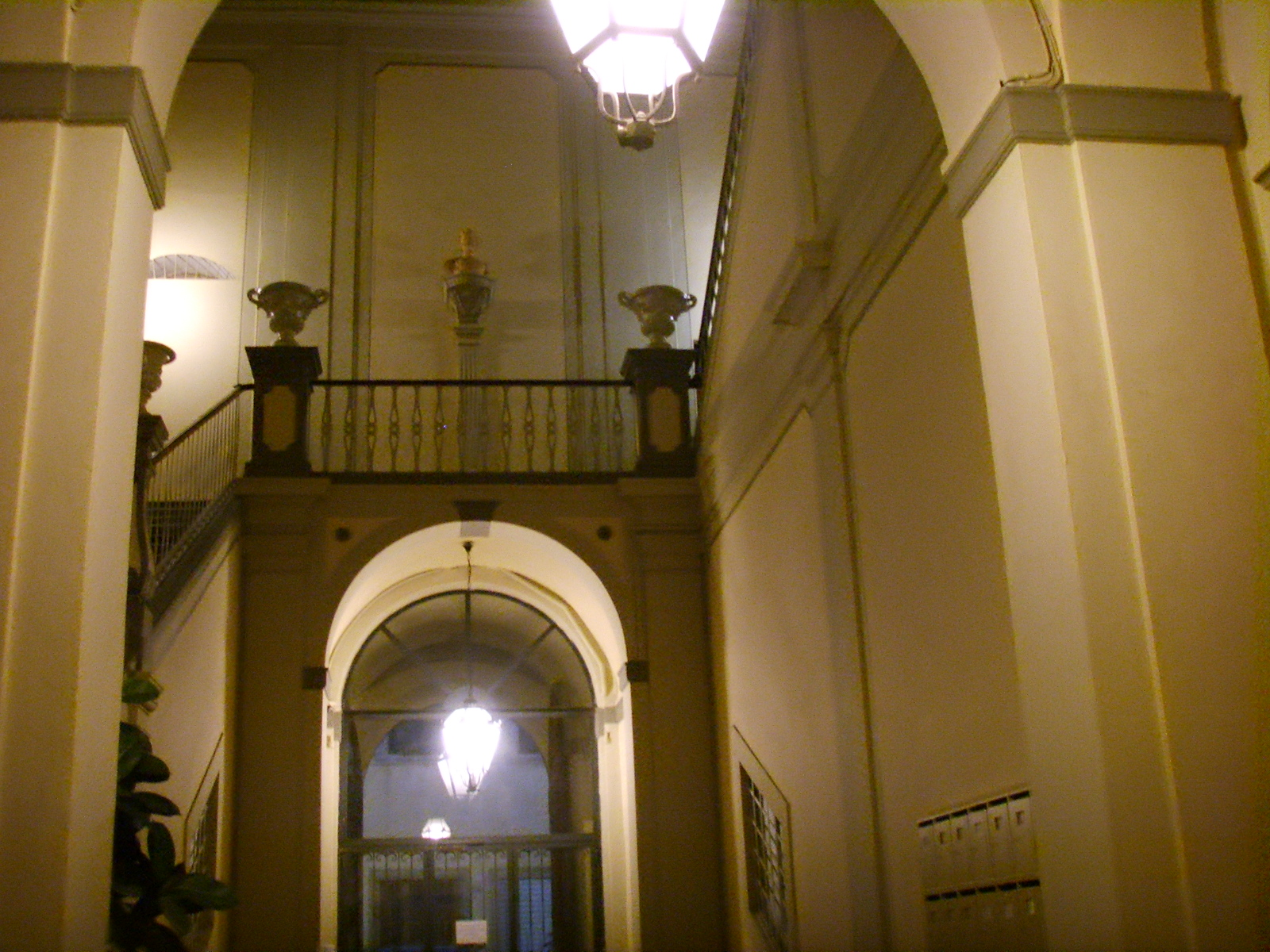
Scalone interno

Negli ambienti destinati a civili abitazioni abitò dal 1945 sino alla morte nel 1963 il critico letterario e professore di letteratura italiana presso l'Università di Firenze Giuseppe De Robertis. Nel ventunesimo secolo l'edificio ospita un residence, una scuola d'arte e alcuni edifici commerciali.
Per quanto concerne gli interni si segnala l'ampio vano di ingresso dove si trova lo scalone monumentale, nobilitato da urne classicheggianti, statue in finto marmo entro nicchie e due busti.

## Bibliografia

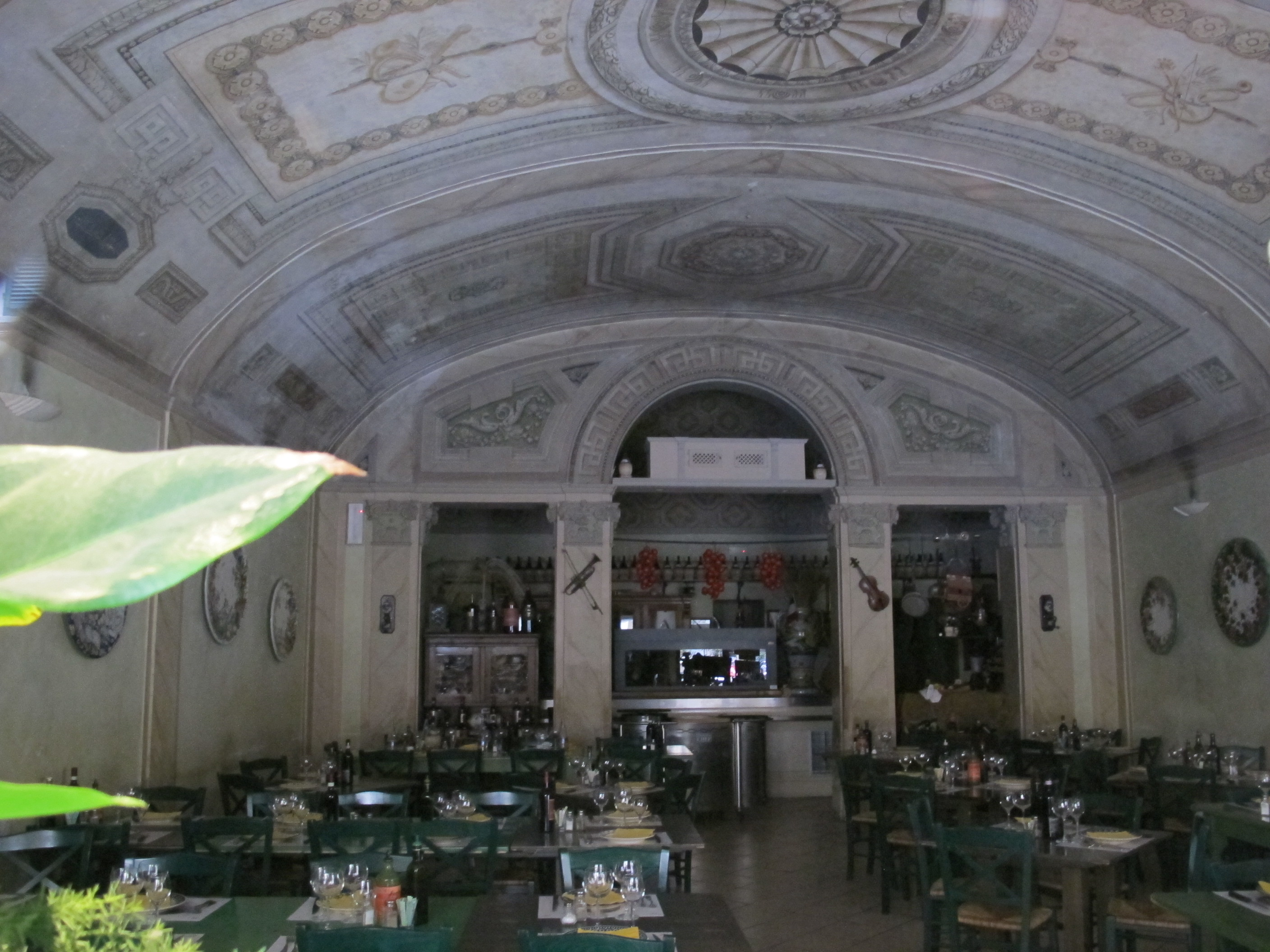
L'ex-teatro

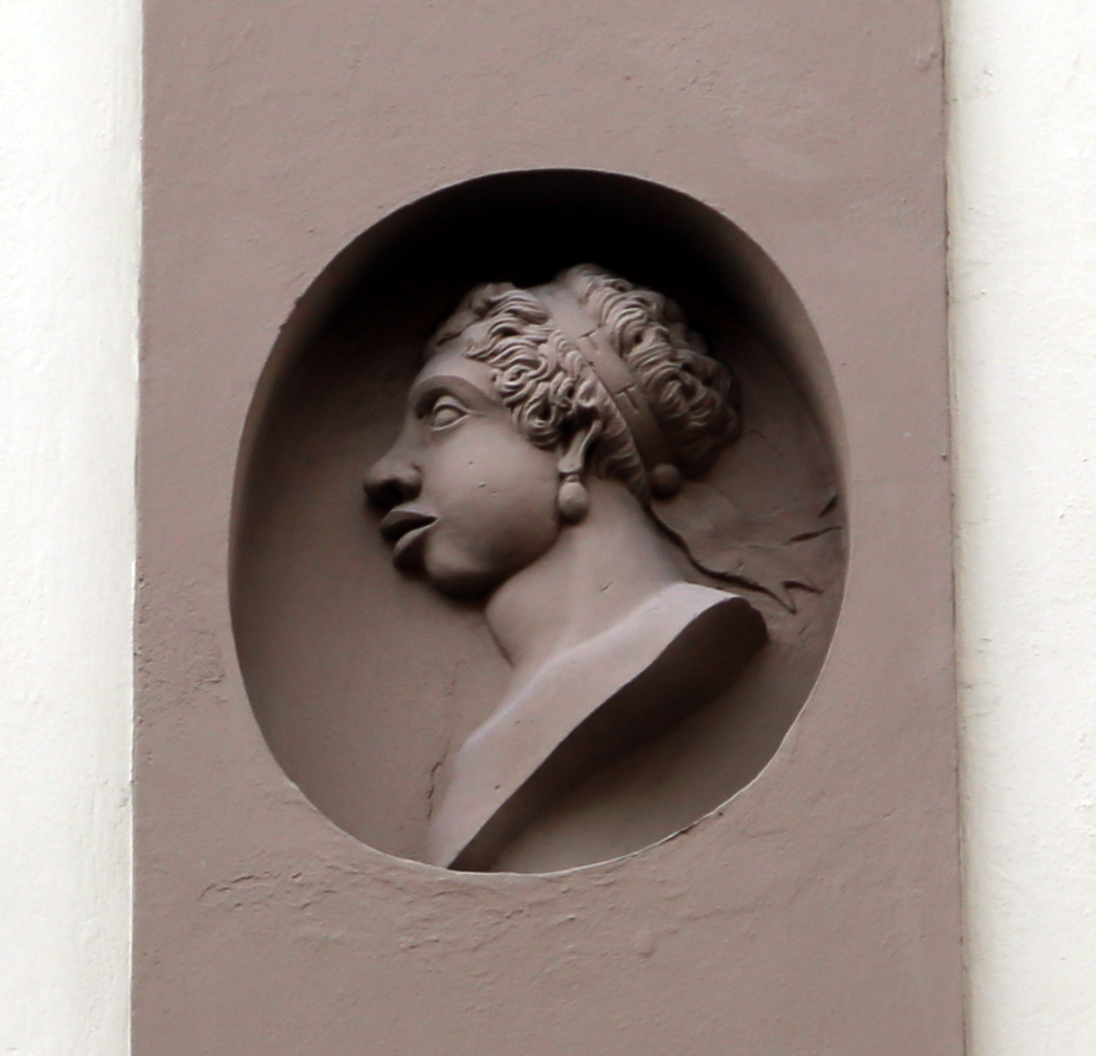
Stemma Pucci sulla facciata